# Roy George Douglas Allen
Roy George Douglas Allen (3 de junio de 1906 – 29 de septiembre de 1983) fue un economista, matemático y estadístico británico.
Allen nació en la población de Worcester y se educó en la Royal Grammar School Worcester, en la que ganó una beca para el Sidney Sussex College de Cambridge, donde se graduó con  las máximas calificaciones en matemáticas.
Fue lector en la London School of Economics (LSE), donde más tarde se convirtió en profesor de Estadística. Escribió varios trabajos y libros sobre matemáticas económicas, entre las que se incluye A Reconsideration of the Theory of Value publicado en Economics en 1934 junto a John Hicks. Otros libros destacados son: Mathematical Analysis for Economists (1938), Statistics for Economists (1949), Mathematical Economics (1956) y Macroeconomic Theory (1967).
Allen fue nombrado caballero de la Orden del Imperio Británico en 1966 por sus aportaciones a la Economía y se convirtió en presidente de la Royal Statistical Society, quien le galardonó con la Medalla Guy en 1978. Fue también tesorero de la British Academy de la que fue nombrado miembro.
Es reconocido por introducir en economía el concepto de la "elasticidad parcial de sustitución" en su famoso libro de 1938 "Mathematical Analysis for Economists".